# Kanton Épinay-sous-Sénart
Kanton Épinay-sous-Sénart je francouzský kanton v departementu Essonne v regionu Île-de-France. Vznikl 24. ledna 1985.

## Složení kantonu
| Obec                 | Počet obyvatel (2009) | PSČ   | INSEE       |
| -------------------- | --------------------- | ----- | ----------- |
| Boussy-Saint-Antoine | 6 325                 | 91800 | 91 2 38 097 |
| Épinay-sous-Sénart   | 12 355                | 91860 | 91 2 38 215 |
| Quincy-sous-Sénart   | 7 888                 | 91480 | 91 2 38 514 |
| Varennes-Jarcy       | 2 387                 | 91480 | 91 2 38 631 |